# Капітуляція Естонії та Лівонії
Капітуляція шведських домініонів Естонії і Лівонії відбулась після їх завоювання Російською імперією під час Північної війни . Лівонська шляхта та місто Рига капітулювали 4 (15) липня 1710 року  , Пярну — у серпні того ж року , естонське дворянство і місто Ревель — 29 вересня (10 жовтня)  . Російська імперія зберегла на захоплених землях місцеве самоврядування і традиційні дворянські привілеї бюргерів, не утискалися у правах і прихильники лютеранської релігії. 

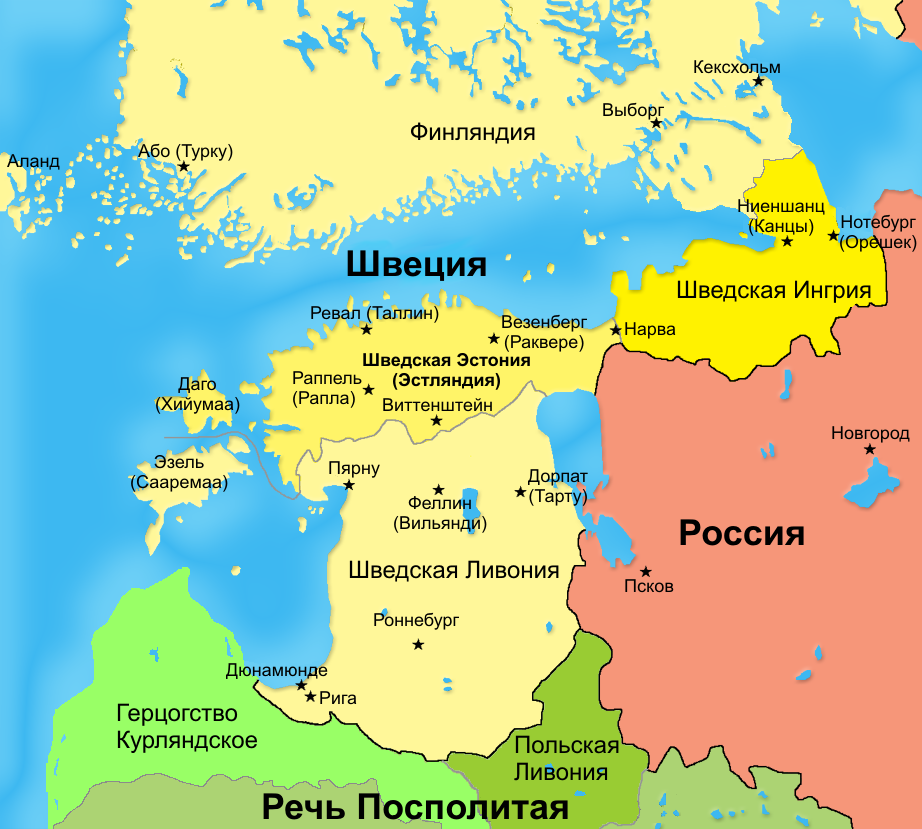
Карта балтійських провінцій Швеції

Шведська імперія визнала цю капітуляцію у Ништадтському мирному договорі . Втрата балтійських провінцій означала кінець шведського домінування на Балтиці. Балтійські провінції зберегли свій особливий статус у складі Російської імперії до початку XIX століття.

## Передумови
Майбутнє захоплення і поділ шведських територій Август Сильний і Петро I при підготовці до війни обговорили у Преображенському договорі. Під час війни Карл XII зумів розгромити російську армію під Нарвою, потім переслідував Августа Сильного у Саксонії. Після відходу більшості шведської армії російські війська змогли перегрупуватися і захопити більшу частину прибалтійських провінцій зазнавших пандемії чуми; у 1710 році здалися опорні фортеці Рига, Ревель і Пярну. До цього часу основна частина шведських військ була розбита у Полтавській битві і капітулювала під Переволочною, балтійські провінції були розорені виснажливою війною і епідемією чуми, а біля стін Риги вже стояв Петро .

## Умови
Російська імперія значною мірою зберегла права і привілеї місцевого населення, особливо свободу протестантського віросповідання , таким чином гарантуючи цим землям економічну, адміністративну, соціальну та культурну автономію . Права і привілеї датувалися з часів Тевтонського ордену, а в Естонії — Данського права. Зниження цих привілеїв у Шведської імперії було обумовлено висилкою Лівонської аристократії , і їх представник Йоганн Рейнгольд Паткуль успішно добивався приводу для війни проти Швеції , що гарантувало лояльність балтійської еліти , яка більшістю пручалася завоюванню російського царя . Умови капітуляції розповсюджувалися виключно на балтійських німців-бюргерів та іншу знать, права естонсько- і латисько-мовного населення не узгоджувались.
Було підтверджене місцеве законодавство і управління, у результаті чого багато шведських законів і указів продовжували діяти і під владою Російської імперії. Наприклад, у 1777 році у Ревелі було опубліковано неповний список як і раніше діючих 122 шведських указів, а шведський церковний припис було замінено лише у 1832 році .
Капітуляція Лівонії порушувала претензії Августа Сильного, гарантовані йому Преображенським договором та переглянуті Торуньським договором. Після розділу союзниками шведської території, Августу повинна була відійти Лівонія. Ігноруючи вимоги з Герхарда Йоганна фон Ловеневолве про необхідність дотримання договірних зобов'язань, Борис Шереметьєв провів присягу лівонців Петру I. Герхарда Йоганна фон Ловеневолве, який раніше служив Августу Сильному, було призначено повноважним представником Петра у Лівонії. Він займав цю посаду до 1713 року.

## Наслідки
Швеція не визнавала капітуляції Естонії та Лівонії до закінчення війни у 1721 році Ништадтським миром. Її розвідка працювала на окупованих територіях і допитувала втікачів з цих провінцій до Швеції. У 1711 і 1712 роках шведські військові моряки робили кілька висадок на узбережжі Естонії, спалювали села й маєтки. На той же час були заплановані інші експедиції, включаючи напад на фортецю Езель у 1711 та підхід усіх шведських військ, що дислокувалися у Фінляндії, але ці плани не були реалізовані. Останній план повернення балтійських провінцій, також не реалізований, було розроблено у 1720 році. Російська адміністрація під командуванням Бориса Шереметьєва заборонила місцевому населенню підтримувати зв'язок зі Швецією .
30 серпня 1721 року Ништадтський мирний договір підтвердив, що балтійські провінції переходять під контроль Російської імперії у пунктах IX, X, XI та XII. Швеція «назавжди» відмовилася від них і виключила їх згадку з королівського титулу. Петро, навпаки, змінив титул з царя на імператора, з поправками «князь Ліфляндський, Естляндський і Карельський». Проте протягом століття шведи не раз робили спроби повторно захопити ці землі, що мали для них важливе значення, але жодна спроба не вдалася.
Завоювання Естонії у 1561 році, стало першим кроком європейської величі Швеції, а втрата балтійських провінцій у 1710 (1721) означало повернення Швеції у другий розряд державної потужності.— 
Завоювання Російською імперією Прибалтики означало появу у Російської імперії нового класу шляхти — балтійських німців, які протягом усього століття займали важливі державні посади у Російській імперії. Балтійська експансія Російської імперії завершилася у 1795 році приєднанням Курляндії під час третього поділу Речі Посполитої . Балтійські провінції зберігали особливий статус до 1840-х, до початку здійснення Миколою I політики русифікації. Під час правління Олександра III була проведена національна заміна місцевої адміністрації та освіти. Ситуація полегшилася після Першої Російської революції 1905 . Після петровського завоювання земель гарантувалася німецька мова як офіційна, Катерина II зробила російську другою державною, а у 1880-і роки вона стала використовуватися як лінгва франка .